# Bertel Thorvaldsen

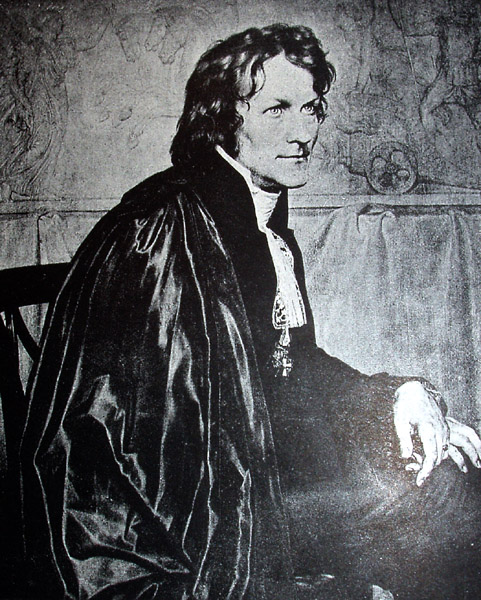
Bertel Thorvaldsen, rys. C.W. Eckersberg, Akademia Sztuk Pięknych w Kopenhadze

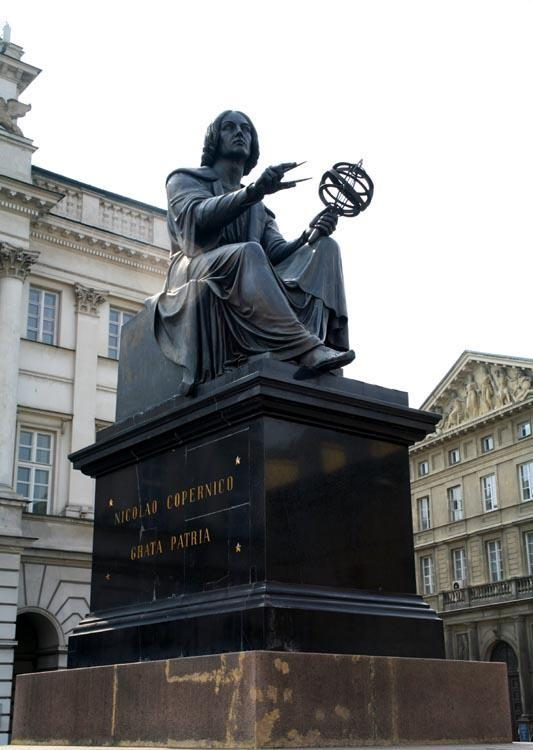
Bertel Thorvaldsen, pomnik Mikołaja Kopernika w Warszawie

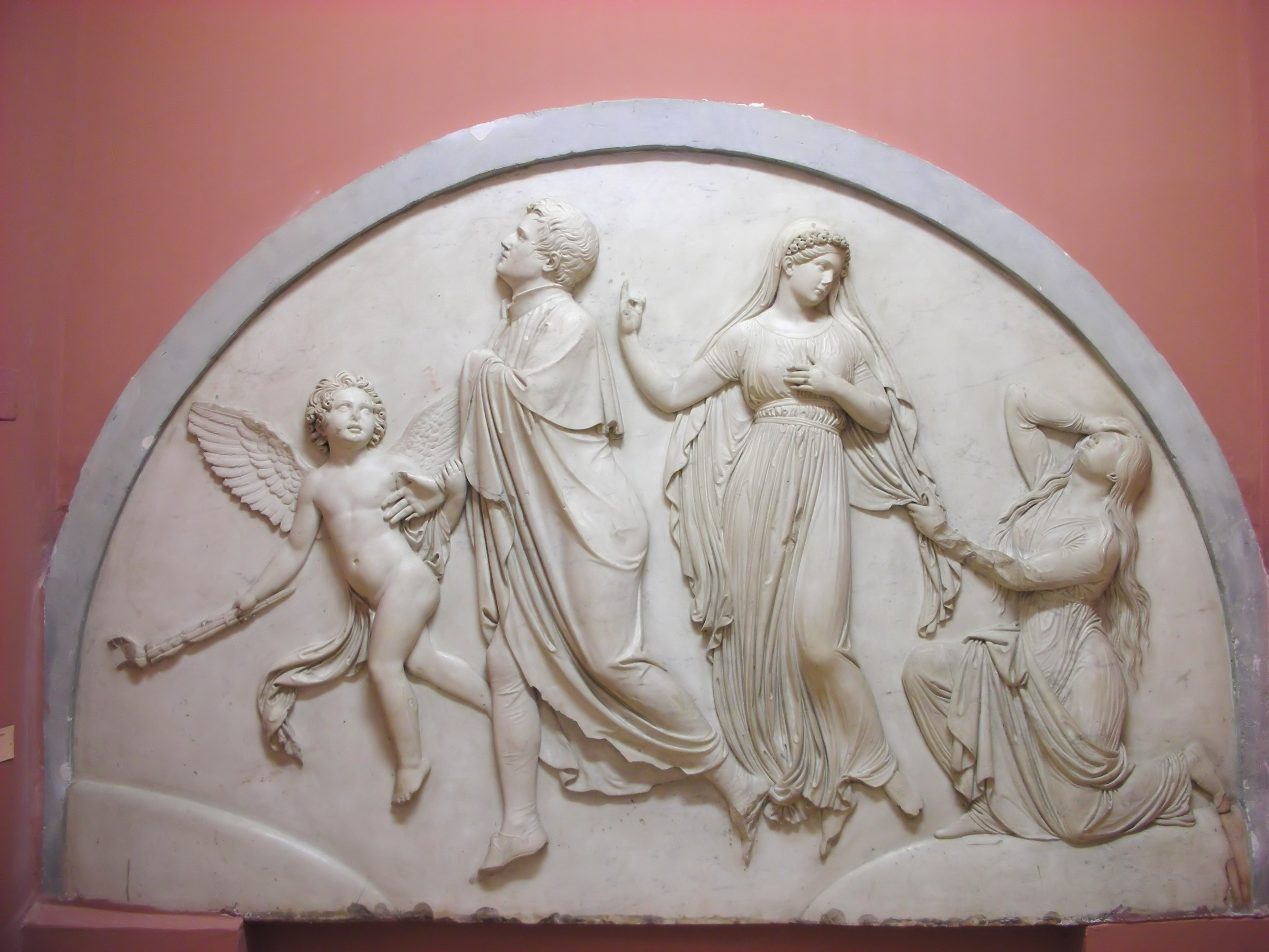
Płaskorzeźba nagrobna dzieci księżnej Ponińskiej

Bertel Thorvaldsen (ur. 19 listopada 1770 w Kopenhadze, zm. 24 marca 1844 tamże) – duński rzeźbiarz islandzkiego pochodzenia, jeden z czołowych przedstawicieli klasycyzmu, twórca m.in. pomnika Mikołaja Kopernika i pomnika księcia Józefa Poniatowskiego w Warszawie.

## Rodzina i młodość
Urodził się w Kopenhadze w 1770 roku (niektóre dane podają 1768). Jego ojcem był Islandczyk Gottskálk Þorvaldsson, który za chlebem przywędrował do stolicy Danii, gdzie rzeźbił galiony na dzioby ówczesnych drewnianych statków. Jego matka natomiast była Dunką, pochodzącą z Jutlandii, gdzie posiadała gospodarstwo.
Tradycyjnie według islandzkich obyczajów powinien się on nazywać Gottskaldsson, jednak w Kopenhadze nie było tego zwyczaju i nazwano go po duńsku. Dzieciństwo i młodość Thorvaldsen spędził właśnie w Danii, chociaż często uważa się go za rzeźbiarza islandzkiego.

## Nauka i wykształcenie
Kiedy Bertel skończył jedenaście lat, matka która zauważyła u niego talent do rysowania, zapisała go w tajemnicy przed mężem do Akademii Sztuk Pięknych w Kopenhadze. Tam młody artysta wykazał się wielkim talentem. Jego prace zdobywały liczne nagrody, a on sam medale np. Odpoczywającego Amora lub Priama z Achillesem. Jedyną osobą, której sukcesy Bertela nie cieszyły był jego ojciec, który chciał, aby syn w przyszłości objął po nim schedę w warsztacie. Bertel wykorzystał pracę u ojca, jako swoistego rodzaju praktyki. W 1797 roku zdobył złoty medal za relief pod tytułem Piotr uzdrawiający paralityka, dzięki czemu został zauważony na uczelni. Wówczas Christian Ditlev Frederick, hrabia Reventlow załatwił młodemu rzeźbiarzowi trzyletnie stypendium w Rzymie. Było ono jednak niewystarczające i Bertel musiał się mocno postarać, aby sam wyjazd do Włoch mógł się odbyć. Dotarł on do Ostii po ośmiu miesiącach tułaczki i przymusowej kwarantannie na Malcie.

## Pobyt we Włoszech

### Trudne początki w Rzymie
Thorvaldsen bardzo powoli przyzwyczajał się do włoskiego środowiska, a sztukę antyku, którą tak bardzo był zafascynowany poznał lepiej dzięki twórczości niemieckiego artysty działającego w Rzymie – Asmusa Jakoba Carstensa. Bertel poznał też innych artystów, przybyłych ze Skandynawii. Utrzymywał kontakty z architektem Zoeegą, pisarką Brun oraz malarzem z Niemiec Kochem. Fundusze, jakie Bertel przeznaczył na podróż i życie we Włoszech, szybko się kurczyły i młody artysta rozpoczął starania w poszukiwaniu pracy. Wśród wykonywanych prac były też takie, do których nie będzie chciał się w przyszłości przyznać, jak domalowywanie sztafażu do pejzaży Anglika Johna Wiliama Wallisa. Zajmował się też kopiowaniem antycznych posągów i rzymskich głów portretowych, które później sprzedawał. Wśród prac, którymi może się pochwalić, ma między innymi stworzonego w 1799 roku Bachusa, Ariadnę oraz Jazona, którego wykonał pod wpływem twórczości poznanego na początku pobytu w Rzymie Carstensa w 1801 roku. W późniejszych latach wykonał on wiele rzeźb figuralnych o temacie mitologicznym jak Amor, Psyche, Apollo, a także zajął się reliefem typu płaskiego. W latach 1803–1805 powstało Uwodzenie Bryzeidy – relief, do którego zainspirowała go Iliada, a w 1806 Chrzest Chrystusa. Należy jednak w tym momencie zwrócić uwagę na pewną charakterystyczną tendencję. Ponieważ w ówczesnych latach, istniała moda na takiego typu dekoracyjne statuty i okazałe pomniki grobowe, rozpowszechniona wśród arystokracji i ludzi wyższych sfer, to zamówienia napływały wręcz lawinowo do znanych rzeźbiarzy. Sami nie byliby oni w stanie stworzyć aż tylu dzieł. Naturalne było, że artyście-rzeźbiarzowi towarzyszyli współpomocnicy. Rzeźbiarz ograniczał się jedynie do sporządzenia glinianych bądź gipsowych modeli. Potencjalny klient wybierał sobie jeden, a potem na jego podstawie rzeźbiarze o mniejszej renomie wykonywali zamówienie. Jedno z dzieł Thorvaldensa, Adonis na zlecenie arcyksięcia Bawarii, zostało odkute przez samego mistrza. Swoich pomocników Thorvaldsen zatrudniał wówczas, kiedy pozwalały mu na to środki pieniężne, a co za tym idzie sława. Pierwszego przyjął w 1808 roku, kiedy stał się jednym z najsłynniejszych rzeźbiarzy Rzymu i Europy, będąc przy tym członkiem Akademii Świętego Łukasza.

### Okres zamożności
Na początku wieku XIX, Thorvaldsena można określić, sam zresztą też się tak określa, jako zwolennika sztuki greckiej, który kieruje się miękkim stylem Praksytelesa. Dowodami na to mogą być: posąg Adonisa – mitycznego kochanka Afrodyty, a także wykonane w późniejszym czasie posągi Triumfującego Amora, Hebe, Siedzącego pastuszka. W latach 1809–1811 Thorvaldsen stworzył Marsa z Amorem dźwigającym miecz, na zapowiedzianą (nie doszła do skutku) wizytę cesarza Napoleona w Rzymie. Cały czas trzyma się zasad ducha sztuki greckiej, więc wszystkie prace skłaniają się ku swobodzie i hellenizmowi. Kiedy w 1811 roku pracował przy konserwacji rzeźb w świątyni Achajów na Eginie, zetknął się z reliktami prapoczątkowej sztuki greckiej. To wydarzenie zainspirowało go do stworzenia posągu Nadziei jako hołd złożony jutrzence sztuki greckiej.

## Pobyt w Europie

### Prace w Kopenhadze

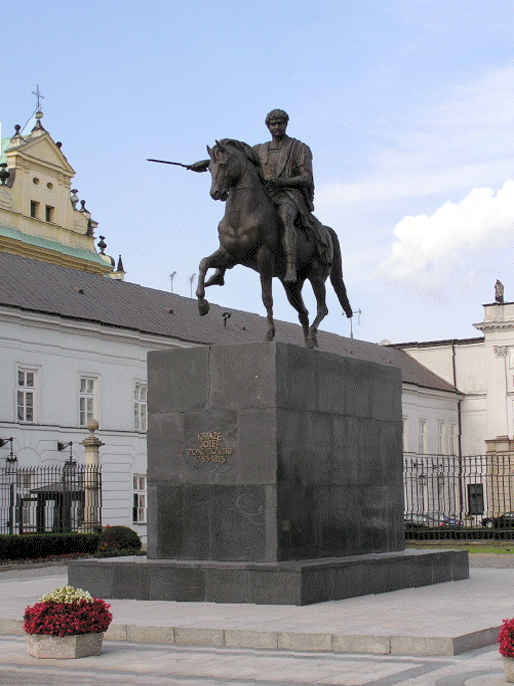
Pomnik księcia Józefa Poniatowskiego w Warszawie przed Pałacem Prezydenckim

W roku 1819 Thorvaldsen wyruszył do Kopenhagi, gdzie został zaproszony w celu wykonania rzeźb dla tamtejszego kościoła Panny Marii. W ciągu roku wykonał całe powierzone mu zadanie i dodatkowo kilka biustów portretowych rodziny królewskiej.

### Prace w Polsce
W 1820 roku, w czasie powrotu do Włoch, przejeżdżał przez Berlin, Drezno i Warszawę, gdzie podpisał kontrakt na wykonanie pomnika polskiego bohatera narodowego, księcia Józefa Poniatowskiego. Dodatkowo wykonał kilka innych zleceń, między innymi popiersie cara Aleksandra I oraz na zlecenie prezesa Towarzystwa Przyjaciół Nauk Stanisława Staszica monument Mikołaja Kopernika.
W 1829 model monumentu Poniatowskiego został wystawiony na widok publiczny. Praca spotkała się z krytyką, gdyż artysta idący przedstawił polskiego bohatera jako półnagiego rzymskiego wodza, podczas gdy spodziewano się ujrzeć go odzianego w zbroję walecznego żołnierza. Dodatkowo Thorvaldsen wykonał jeszcze szkic projektu pomnika Stanisława Małachowskiego dla kościoła Św. Krzyża w Warszawie oraz kilkanaście pozycji, wśród których wymienić warto popiersie pianistki Marii Szymanowskiej, wykonane przez polskiego ucznia Thorvaldsena Jakuba Tatarkiewicza. W Warszawie znajdowała się kamienica przy ul. Marszałkowskiej 101 tzw. willa Marconiego, której elewacje zdobiły medaliony z płaskorzeźbą Noc. W Łańcucie znajduje się popiersie Artura Potockiego, w Poznaniu rzeźba Ganymeda z orłem, a w Krakowie na Wawelu w Kaplicy Potockich nagrobek Artura Potockiego. Przedstawia on posąg Chrystusa błogosławiącego. Jest to replika słynnego posągu z kopenhaskiego kościoła NMP. Identyczna kopia rzeźby Chrystusa znajduje się w Bydgoszczy przed kościołem Chrystusa Zbawiciela. We Lwowie w kaplicy św. Dominika kościoła dominikańskiego znajduje się nagrobek Józefy Borkowskiej dłuta Thorvaldsena. Stworzył płaskorzeźbę nagrobną dzieci księżny Ponińskiej (1842) w kaplicy pałacowej w Czerwonogrodzie (obwód tarnopolski), obecnie w Lwowskiej Galerii Sztuki.

## Ponowny pobyt w Rzymie
Pod koniec 1820 roku Thorvaldsen powrócił do Rzymu, gdzie wziął się za wykonywanie zleceń dla kościoła Marii Panny w Kopenhadze. Wśród rzeźb, które wykonał osobiście, znajdują się posągi Chrystusa i Świętego Pawła, resztę wykonali pracownicy, między innymi Bienaime, który później kierował grupą pomocników artysty. W 1823 roku na zlecenie kardynała Consalviego, Thorvaldsen rozpoczął pracę nad grobowcem dla papieża Piusa VII, jednak z powodu rzymskich protestantów, prace nad nią trwały aż osiem lat. W ich trakcie otrzymał prestiżowe zamówienie na pomnik konny elektora Maksymiliana I Bawarskiego. Było to dzieło przełomowe, ponieważ dotychczas wszystkie prace Thorvaldsena nawiązywały do epoki greckiej. Jednak z latami gusta ludzi się zmieniały i nastąpiła zmiana w kierunkach sztuki. Dał o sobie znać romantyzm. Gdyby Thorvaldsen wybrał drogę konserwatyzmu i nie podążał za duchem czasu, mogłoby to oznaczać, że pomimo europejskiej sławy pójdzie w zapomnienie jako żywa legenda. W efekcie w 1831 roku powstał monument o żywych rysach, odziany w strój z czasów wojny trzydziestoletniej. Dzieło to spowodowało, że Thorvaldsena można nazwać człowiekiem na przełomie epok.

## Powrót i starość w Danii

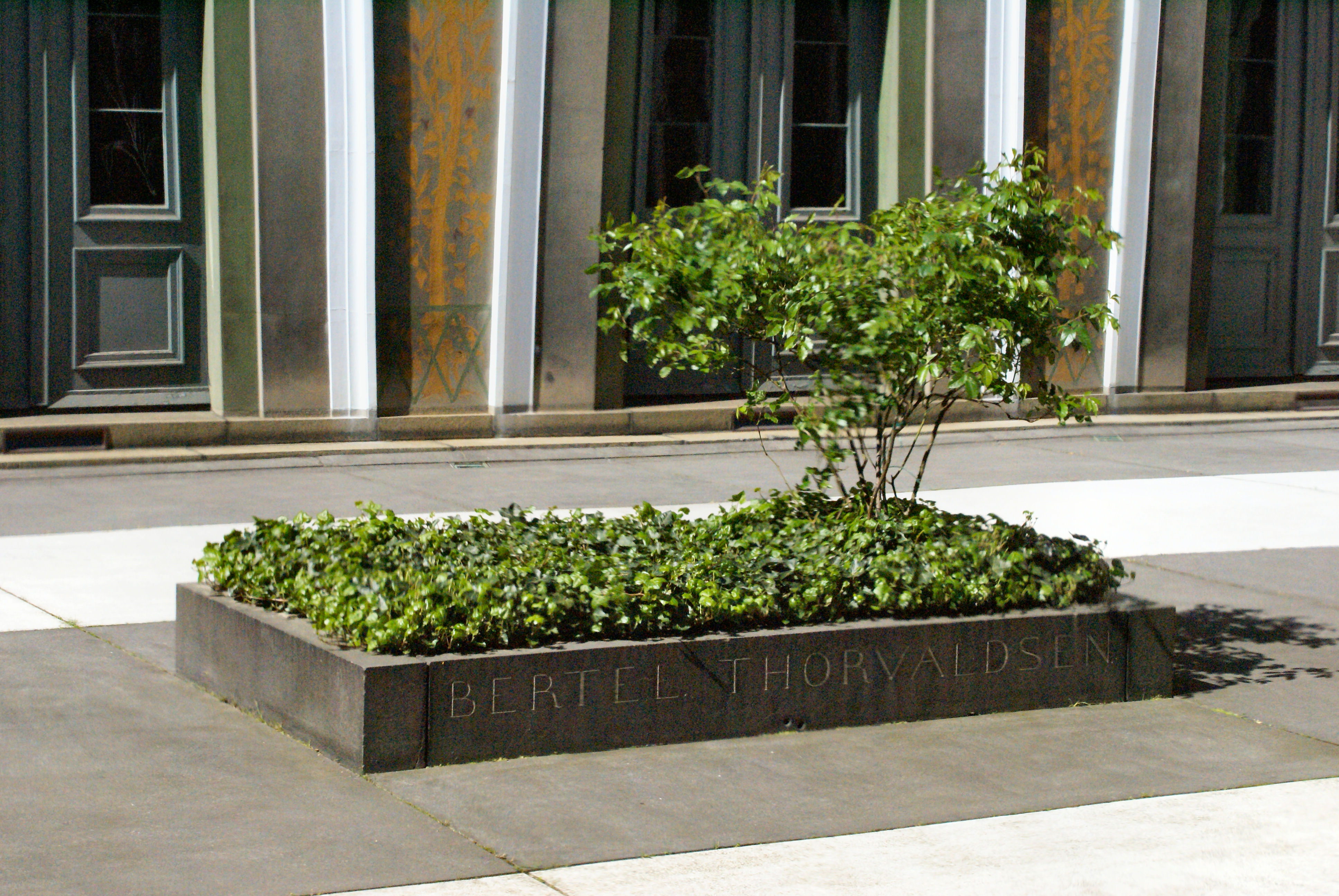
Miejsce pochówku rzeźbiarza na dziedzińcu Muzeum Thorvaldsena w Kopenhadze

2 listopada 1838 roku Thorvaldsen powrócił do Danii, gdzie ustalił z rządem przyszłość swoich prac i dzieł. Miejscowa potentatka, baronowa Christina Stampe zapewniła mu lokum i możliwość pracy w swojej posiadłości Nysö. Tam też Thorvalsen spędził ostatnie dni swojego życia. Projektował tam w technice reliefu płaskiego oraz tworzył posągi, a wśród nich najsłynniejszy – króla Christiana IV dla katedry w Roskilde w 1840 roku, Herkulesa dla rezydencji królewskiej pałacu w Christiansborgu w 1843 oraz autostatuę, którą wyrzeźbił w stylu prapoczątków sztuki greckiej, podobnie jak 30 lat wcześniej Nadzieję. Stworzył ok. 80 pomników, 130 popiersi i 240 rzeźb. Zmarł w 1844 roku. 4 lata po jego śmierci otwarto pierwsze muzeum w Danii – Muzeum Thorvaldsena w Kopenhadze.

## Odznaczenia
Chronologicznie
- Order Danebroga – Kawaler 1810 (Dania)
- Order Obojga Sycylii – Kawaler 1814 (Sycylia)
- Order Żelaznej Korony – III klasy 1819 (Austria)
- Order Świętego Włodzimierza – IV klasy 1823 (Rosja)
- Order Orła Czerwonego – III klasy 1825 (Prusy)
- Order Moretta – 1825 (Państwo Kościelne)
- Order Korony Wirtemberskiej – komandor 1827 (Wirtembergia)
- Order Zasługi Cywilnej – komandor 1828 (Saksonia)
- Order Zasługi Korony – komandor 1829 (Bawaria)
- Order Danebroga – Komandor 1829 (Dania)
- Order Legii Honorowej – Oficer 1831 (Francja)
- Order Danebroga – Odznaka Honorowa 1833 (Dania)
- Order Fryderyka – 1837 (Wirtembergia)
- Order Danebroga – Krzyż Wielki 1839 (Dania)
- Order Zasługi Świętego Michała – Krzyż Wielki 1841 (Bawaria)
- Order Pour le Mérite – cywilny 1842 (Prusy)

## Wybrane dzieła
Thorvaldsen pozostawił po sobie około 90 rzeźb, blisko 300 płaskorzeźb i przeszło 150 popiersi.
Niektóre z jego prac to:
- Merkury przed zabójstwem Argusa, rzeźba, marmur, Muzeum Narodowe w Krakowie, 1818–1829[6]
- pomnik szwajcarskich gwardzistów, projekt, przed 1821
- pomnik księcia Józefa Poniatowskiego w Warszawie, projekt, 1826
- pomnik Stanisława Małachowskiego w bazylice archikatedralnej św. Jana Chrzciciela w Warszawie, projekt, przed 1831
- pomnik Mikołaja Kopernika w Warszawie, projekt, przed 1831
- pomnik hrabiego Włodzimierza Potockiego w kaplicy królowej Zofii na Wawelu, rzeźba, przed 1831
- Chrystus błogosławiący, pomnik grobowy Artura Potockiego w kaplicy Potockich na Wawelu, rzeźba, marmur, 1833–1834
- popiersia Artura i Julii Potockiej w kaplicy Potockich na Wawelu, projekt